# Geneviève Guérard
Pour les articles homonymes, voir Guérard.
Geneviève Guérard (née à La Prairie au Québec le 19 avril 1973) est une danseuse québécoise. Elle a notamment été première danseuse des Grands Ballets Canadiens.

## Biographie
Geneviève Guérard a notamment été première danseuse des Grands Ballets Canadiens de 1999 à 2006 (dont elle faisait partie depuis 1992 en tant qu'apprentie). Le 3 juin 2006, elle donne sa dernière représentation sur scène avant de quitter les Grands Ballets canadiens.
Elle a aussi été juge permanente à l'émission de danse Le Match des étoiles avec Yves Desgagnés, coanimatrice pour les émissions de magazine culturel de Radio-Canada Prochaine Sortie, On fait tous du show business et Six dans la cité (ressemblance à l'émission La bande des Six animée par Suzanne Lévesque). Elle a été animatrice pour quelques émissions à ArTV dont Les Dessous du cheerleading pendant quelques saisons et Voulez-vous danser?, une série documentaire sur la danse. De plus, elle a été porte-parole d'une campagne contre le tabagisme Le Défi. J'arrête, j'y gagne! pendant sept ans jusqu'en 2007. Elle est porte-parole d'une campagne pour le Réseau d'enseignement de la danse.